# Lokalkönigtümer der Dritten Zwischenzeit

Die Lokalkönigtümer der Dritten Zwischenzeit

Während der Dritten Zwischenzeit war Ägypten für knapp 200 Jahre in mehrere Lokalkönigtümer aufgeteilt. Durch die Eroberungsfeldzüge des Kuschitenkönigs Pianchi während der 25. Dynastie wurde das Land wieder geeint.

## Lokalkönigtümer in Mittelägypten

### Herakleopolis
| Pharao                                                                       | Thronname | Regierungszeit  | Anmerkungen                                                    |
| ---------------------------------------------------------------------------- | --------- | --------------- | -------------------------------------------------------------- |
| Namilt (I.)                                                                  |           | 940–? v. Chr.   | Sohn Scheschonqs I.                                            |
| Aus den folgenden Jahren sind keine Herrscher bekannt                        |           |                 |                                                                |
| Namilt (II.)                                                                 |           | 865–840 v. Chr. | Sohn Osorkons II., Hohepriester des Amun in Theben             |
| Ptahudjanchef                                                                |           | 840–820 v. Chr. | Sohn Namilts (II.)                                             |
| Pmui III.                                                                    |           | 820–805 v. Chr. |                                                                |
| Hemptah I.                                                                   |           | 805–790 v. Chr. | Sohn Ptahudjanchefs                                            |
| Bakenptah                                                                    |           | 790–785 v. Chr. |                                                                |
| Pasenhor                                                                     |           | 785–775 v. Chr. |                                                                |
| Hemptah II.                                                                  |           | 775–765 v. Chr. | Sohn Pasenhors                                                 |
| Takelot III.                                                                 |           | 765–754 v. Chr. | Hohepriester des Amun in Theben, später König der 23. Dynastie |
| Pajeftjauemauibastet                                                         | Neferkare | 754–720 v. Chr. |                                                                |
| zwischen 720 und 685 regierten vermutlich ein oder zwei unbekannte Herrscher |           |                 |                                                                |
| Padiiset (III.)                                                              |           | 685–661 v. Chr. |                                                                |
| Sematauitefnacht                                                             |           | 661–630 v. Chr. |                                                                |

### Hermopolis
| Pharao                   | Thronname     | Regierungszeit  | Anmerkungen |
| ------------------------ | ------------- | --------------- | ----------- |
| Namilt (III.)            |               | 754–725 v. Chr. |             |
| Djehutiemhet (Thotemhet) | Nefercheperre | 725–710 v. Chr. |             |
| Chmuni                   |               | 710–700 v. Chr. |             |
| unbekannter Herrscher?   |               | 700–680 v. Chr. |             |
| Namilt (IV.)             |               | 680–660 v. Chr. |             |

## Lokalkönigtümer im Delta

### Sais
| Pharao                                          | Thronname | Regierungszeit  | Anmerkungen                                                   |
| ----------------------------------------------- | --------- | --------------- | ------------------------------------------------------------- |
| Pami                                            |           | um 770 v. Chr.  | wahrscheinlich identisch mit Pharao Pami aus der 22. Dynastie |
| 770–755 regierten evtl. zwei weitere Herrscher. |           |                 |                                                               |
| Osorkon                                         |           | 755–740 v. Chr. |                                                               |
| Tefnachte                                       |           | 740–727 v. Chr. | gründete später die 24. Dynastie                              |

### Protosaitische Dynastie
| Pharao              | Thronname   | Regierungszeit     | Anmerkungen |
| ------------------- | ----------- | ------------------ | ----------- |
| Ammeris             |             | 715/13–695 v. Chr. |             |
| Stephinates         |             | 695–688 v. Chr.    |             |
| Nekauba (Nechepsos) | Menibre     | 688–672 v. Chr.    |             |
| Necho I.            | Mencheperre | 672–664 v. Chr.    |             |

### Westdelta-Fürstentum
| Pharao                                                         | Thronname  | Regierungszeit  | Anmerkungen                                            |
| -------------------------------------------------------------- | ---------- | --------------- | ------------------------------------------------------ |
| Niumateped I.                                                  |            | 936 v. Chr.     |                                                        |
| Aus den folgenden ca. 140 Jahren sind keine Herrscher bekannt. |            |                 |                                                        |
| Inamunnajefneb                                                 |            | 800–790 v. Chr. |                                                        |
| 790–779 v. Chr. regierten evtl. zwei unbekannte Herrscher.     |            |                 |                                                        |
| Niumateped II.                                                 |            | 779–767 v. Chr. |                                                        |
| Titaru                                                         |            | 767–759 v. Chr. |                                                        |
| Ker                                                            |            | 759–749 v. Chr. |                                                        |
| Anchhor                                                        |            | 749–740 v. Chr. |                                                        |
| Tefnachte                                                      | Schepsesre | 740–727 v. Chr. | Herrscher von Sais und später Gründer der 24. Dynastie |

### Athribis und Heliopolis
| Pharao/Fürst               | Thronname | Regierungszeit      | Anmerkungen                                       |
| -------------------------- | --------- | ------------------- | ------------------------------------------------- |
| Bakennefi I.               |           | 850–790 v. Chr.     | Sohn Scheschonqs III.                             |
| Padiaset I./Petubastis I.? |           | um 790 v. Chr. Chr. |                                                   |
| unbekannter Herrscher?     |           | bis um 745 v. Chr.  |                                                   |
| Petubastis II.             |           | 745–731/727 v. Chr. | Als "Prinz" getötet während der Schlacht mit Pije |
| Bakennefi III.             |           | 727–667 v. Chr.     |                                                   |
| Inaros I.                  |           | um 667 v. Chr.      | Sohn des Bakennefi III. und Enkel des Petubastis  |
| Psammetich I.              |           | 667–664 v. Chr.     | Sohn des Necho I.                                 |
| Harwa                      |           | 664–650 v. Chr.     |                                                   |
| Harudja                    |           | 650–630 v. Chr.     |                                                   |

### Mendes
| Pharao           | Thronname | Regierungszeit  | Anmerkungen                                              |
| ---------------- | --------- | --------------- | -------------------------------------------------------- |
| Nesachbit        |           | 830–810 v. Chr. |                                                          |
| Harnacht I.      |           | 810–792 v. Chr. | belegt im 22./30. Jahr Scheschonq III. (814/808 v. Chr.) |
| Smendes IV.      |           | 792–777 v. Chr. |                                                          |
| Harnacht II.     |           | 777–755 v. Chr. | belegt im 11. Jahr Scheschonq V. (etwa 764 v. Chr.)      |
| Smendes V.       |           | 755–730 v. Chr. |                                                          |
| Djedamuniuefanch |           | 730–720 v. Chr. |                                                          |
| Anchhor          |           | 720–680 v. Chr. |                                                          |
| Buiama           |           | 680–665 v. Chr. | Name nur in akkadischer Umschrift erhalten               |

### Sebennytos
| Pharao                                                | Thronname | Regierungszeit  | Anmerkungen |
| ----------------------------------------------------- | --------- | --------------- | ----------- |
| Iukanesch I.                                          |           | 740–720 v. Chr. |             |
| 720–685 regierten ein oder zwei unbekannte Herrscher. |           |                 |             |
| Harsiese                                              |           | 685–665 v. Chr. |             |
| Iukanesch II.                                         |           | 665–650 v. Chr. |             |

### Busiris
| Pharao                                             | Thronname | Regierungszeit  | Anmerkungen     |
| -------------------------------------------------- | --------- | --------------- | --------------- |
| Takelot I.                                         |           | 810–790 v. Chr. | Sohn Osorkon I. |
| 790–750 regierten evtl. zwei unbekannte Herrscher. |           |                 |                 |
| Scheschonq (I.)                                    |           | 750–728 v. Chr. |                 |
| Pmui I.                                            |           | 728–700 v. Chr. |                 |
| Scheschonq (II.)                                   |           | 700–665 v. Chr. |                 |
| Pmui II.                                           |           | 665–650 v. Chr. |                 |

### Per-Sopdu
| Pharao                                                    | Thronname | Regierungszeit  | Anmerkungen                                             |
| --------------------------------------------------------- | --------- | --------------- | ------------------------------------------------------- |
| Patjenfi I.                                               |           | 740–720 v. Chr. | Unterwirft sich 728 v. Chr. dem Kuschitenherrscher Pije |
| 720–680 v. Chr. regierten evtl. zwei unbekannte Herrscher |           |                 |                                                         |
| Pakrur                                                    |           | 680–660 v. Chr. |                                                         |

### Pharbaitos
| Pharao                                                      | Thronname | Regierungszeit  | Anmerkungen |
| ----------------------------------------------------------- | --------- | --------------- | ----------- |
| Iufera                                                      |           | 820–795 v. Chr. |             |
| Pawarma                                                     |           | 795–770 v. Chr. |             |
| 770–720 regierten evtl. zwei unbekannte Herrscher.          |           |                 |             |
| Patjenfi II.                                                |           | 720–700 v. Chr. |             |
| 700–670 regierten evtl. ein oder zwei unbekannte Herrscher. |           |                 |             |
| Padichons                                                   |           | 670–655 v. Chr. |             |

### Tanis
| Pharao          | Thronname        | Regierungszeit  | Anmerkungen |
| --------------- | ---------------- | --------------- | ----------- |
| Gemnefchonsbak  | Schepeskare      | 700–680 v. Chr. |             |
| Petubastis III. | Sehetep-ib-en-Re | 680–665 v. Chr. |             |
| A...            | Neferkare        | 665–657 v. Chr. |             |